# Heart 2 Heart
Heart 2 Heart was een IJslandse band uit de jaren 90.
Ze wonnen Söngvakeppnin in 1992 met het lied Nei eða já en mochten zo IJsland vertegenwoordigen op het Eurovisiesongfestival in Malmö. Daar werden ze 7de, de 2de beste notering voor het land tot dan toe. De Engelse versie luidde Time after time.
De groep bestond uit Sigríður Beinteinsdóttir, Grétar Örvarsson, Sigrún Eva Ármannsdóttir, Friðrik Karlsson. Die eerste 2 stonden in 1990 al onder de naam Stjórnin op het songfestival.
1986: ICY · 
1987: Halla Margrét · 
1988: Beathoven · 
1989: Daníel Ágúst · 
1990: Stjórnin · 
1991: Stefán & Eyfi · 
1992: Heart 2 Heart · 
1993: Inga · 
1994: Sigga · 
1995: Bo Halldórsson · 
1996: Anna Mjöll · 
1997: Paul Oscar · 
1999: Selma · 
2000: August & Telma · 
2001: Two Tricky · 
2003: Birgitta · 
2004: Jónsi · 
2005: Selma · 
2006: Silvia Night · 
2007: Eiríkur Hauksson · 
2008: Euroband · 
2009: Yohanna · 
2010: Hera Björk · 
2011: Sigurjón's Friends · 
2012: Gréta Salóme & Jónsi · 
2013: Eyþór Ingi Gunnlaugsson · 
2014: Pollapönk · 
2015: María Ólafsdóttir · 
2016: Gréta Salóme · 
2017: Svala · 
2018: Ari Ólafsson · 
2019: Hatari · 
2021: Daði & Gagnamagnið · 
2022: Systur · 
2023: Diljá · 
2024: Hera Björk · 
2025: Væb